# Robin van Kampen
Pour les articles homonymes, voir Van Kampen.
Robin van Kampen est un joueur d'échecs néerlandais né le 14 novembre 1994 à Blaricum. Grand maître international à seize ans en 2011, il a représenté les Pays-Bas lors du championnat d'Europe d'échecs des nations de 2013 et de l'olympiade d'échecs de 2014.
Au 1er août 2016, il est le numéro trois néerlandais avec un classement Elo de 2 640.